# Dino Viérin
Dino Viérin (Aosta, 21 novembre 1948) è un politico italiano.

## Attività politica
Originario di Jovençan, di cui è stato sindaco, è stato eletto consigliere regionale per tre legislature dal 27 luglio 1988 al 7 luglio 2003 e ha ricoperto la carica di presidente della Valle d'Aosta dal 30 giugno 1993 al 18 dicembre 2002.

## Vita privata
È padre di Laurent Viérin.